# Pachyurus bonariensis
Pachyurus bonariensis är en fiskart som beskrevs av Steindachner, 1879. Pachyurus bonariensis ingår i släktet Pachyurus och familjen havsgösfiskar. Inga underarter finns listade i Catalogue of Life.